# Àrea metropolitana de Los Angeles
L'àrea metropolitana de Los Angeles és coneguda també com El Gran Los Angeles (en anglès Greater Los Angeles) i oficialment Àrea Estadística Metropolitana de Los Angeles-Long Beach-Santa Ana, CA MSA. Així doncs, aquests noms són utilitzats per denominar a l'àrea metropolitana centrada al voltant de la ciutat de Los Angeles, Califòrnia, als Estats Units i que abasta diferents comtats i ciutats segons cada cas.
És després de l'àrea metropolitana de Nova York, la més poblada d'aquest país, i per la seva extensió de més de 91.000 km², la més extensa de tot el continent americà. Tota l'àrea està plena d'autopistes, urbanitzacions, oficines, edificis i gratacels. Aquesta àrea inclou 184 ciutats i té el títol de capital de l'entreteniment del món. També és considerada com la capital de Llatinoamèrica als Estats Units, i és un important centre econòmic, financer, cultural, a més de l'electrònica, l'art i l'ensenyament.